# Danté Basco
Danté Basco (ur. 29 sierpnia 1975) – filipińsko-amerykański aktor.

## Życiorys
Danté Basco urodził się w Pittsburgu w Kalifornii. Jest bratem Dariona Basco, Dereka Basco, Diona Basco i Ariany Basco. Na początku zajmował się breakdancem razem z grupką kolegów. Później zainteresował się aktorstwem – wystąpił w 1991 roku w filmie Stevena Spielberga „Hook” wraz z Robinem Williamsem i Dustinem Hoffmanem w roli Rufio. Kilka lat później powstał punkowy zespół o takiej samej nazwie (Rufio).

## Filmografia

### Filmy i seriale telewizyjne
- 2008: Rzeka krwi – Chuck
- 2008: Blood and Bone – Pinball
- 2007: Nie ma to jak hotel – Madrid Tipton
- 2006: Wytańczyć marzenia – Ramos
- 2006: Ekipa – Fukijama
- 2003: Love Don’t Cost a Thing
- 2003: Biker Boyz – Philly
- 2003: Naked Brown Men – Dante
- 2001: Extreme Days – Corey Ng
- 2000: The Debut – Ben Mercado
- 1999: Cheerleaderka (film) – Dolph
- 1997: Riot – Jeffrey Lee
- 1997: Fakin’ da Funk – Julian Lee
- 1995: Pięść Gwiazd Północy
- 1991: Hook – Rufio
- 1988: Moonwalker

### Dubbing
- 2012: Legenda Korry – Generał Iroh II
- 2008: Awatar: Legenda Aanga – książę Zuko
- 2007: El Tigre: Przygody Manny’ego Rivery – Shing-Hai Chan/Wild Mono
- 2005–2008: Awatar: Legenda Aanga – książę Zuko
- 2005–2007: Amerykański smok Jake Long – Jake Long
- 2005: Lilo i Stich – Jake Long (odc Morfolomeusz)
- 2003: Kim Kolwiek – Fukushima
- 1995: Goofy na wakacjach